# Hoffen
Hoffen je občina v departmaju Bas-Rhin francoske regije Alzacija.
Leta 1990 je v občini živelo 1 024 oseb oz. 108 oseb/km².